# Édouard Toudouze
Édouard Toudouze, född den 24 juli 1848 i Paris, död den 11 mars 1907, var en fransk målare, son till arkitekten och tecknaren Auguste Gabriel Toudouze och Adele-Anaïs Colin Toudouze.  
Toudouze erhöll Rompriset 1871 för Den blinde Oidipus, behandlade därefter flera andra antika och historiska motiv, bland annat Lots hustru (1877), övergick så till genremålning och dekorativa kompositioner: Lantlig fest (1880), Dianas triumf (plafondmålning 1882), Fest hos Henrik IV (akvarell, 1888, Luxembourgmuseet), Savonarolas predikan (i nya Sorbonne, ritat av Henri-Paul Nénot). Toudouze utförde fullödiga porträtt och eleganta illustrationer.